# Montredon-Labessonnié
Montredon-Labessonnié è un comune francese di 2 102 abitanti situato nel dipartimento del Tarn nella regione dell'Occitania.

## Società

### Evoluzione demografica
Abitanti censiti
- Wikimedia Commons contiene immagini o altri file su Montredon-Labessonnié